# Gilbert Joseph Adam
Pour les personnes ayant le même patronyme, voir Adam (homonymie).
Gilbert Joseph Adam, né le 7 avril 1795 à Fontainebleau et mort le 8 juin 1881 à son domicile dans le 6e arrondissement de Paris, est un minéralogiste français.

## Biographie
À l'instar de son contemporain Alexis Damour, il n'est pas minéralogiste ni scientifique de profession. Conseiller maître à la Cour des comptes, c'est par son esprit curieux qu'il commence à réunir une collection de minéralogie qui va devenir une référence pour plusieurs cotypes de minéraux.

## Galerie

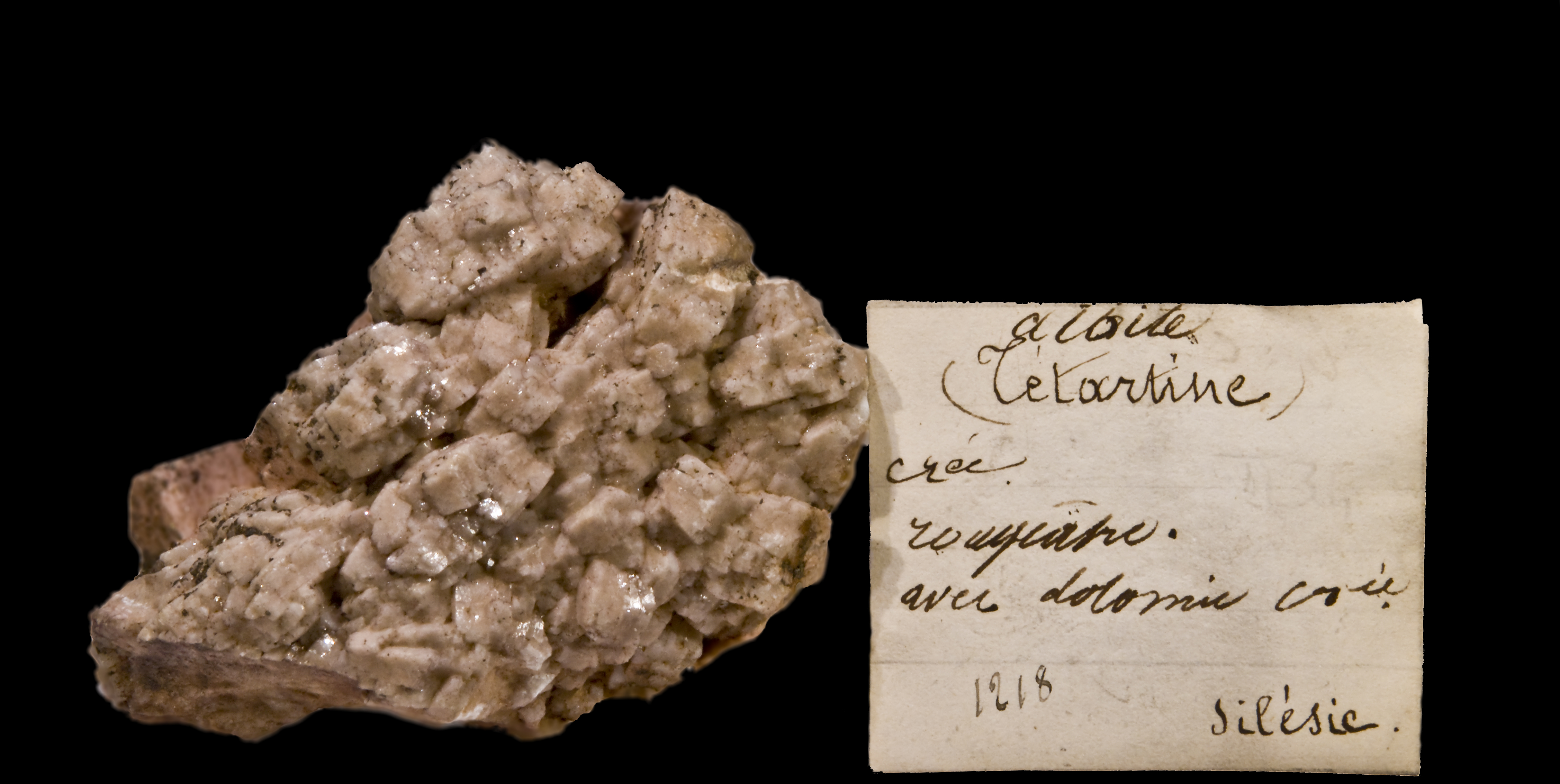
Albite - Basse Silésie (Dolnośląskie), Pologne Autographe de Gilbert Joseph Adam - (6,2 x 4,2 cm)
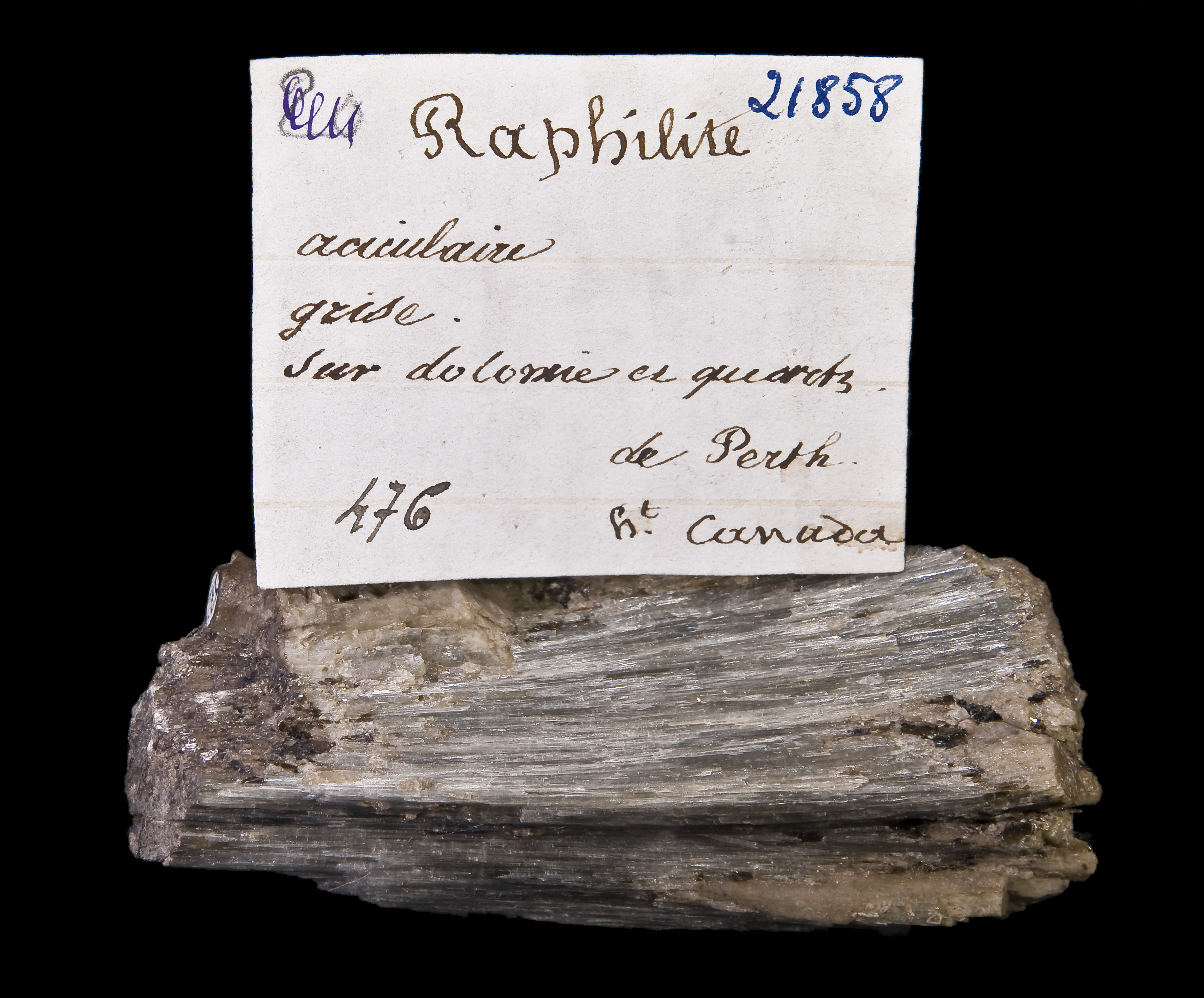
Trémolite (Syn.Raphilite) - Perth Ontario Canada - 6 x 3 cm Billet autographe de Gilbert Joseph Adam

## Description  d'espèces minérales
1859
- Bordite (synonyme d'okénite)

1866
- Chenevixite

1869
- Aerugite
- Aithalite (synonyme d'Asbolane)
- Arsenstibiconite-arsenstibite (Variété arséniacale de Stibiconite, déclassée comme synonyme de cette espèce)
- Arite ou aarite (Longtemps considérée comme une variété de Nickéline, elle a été récemment déclassée au rang de synonyme)
- Bernonite (synonyme d'Evansite)
- Calciovolbortite CaCuVO4OH) (Espèce non reconnue par l'IMA)
- Carbonyttrine (synonyme de tengerite)
- Corderoiete PbFe3(SO4)(PO4)(OH)6 (cette espèce n'est pas reconnue par  l'IMA)
- Corkite
- Cuprotungstite
- Cuprovanadite variété reconnue de vanadinite
- Daubérite, synonyme de zippéite
- Dernbachite (synonyme de Corkite)
- Ethiopsite  Hg 2S, (Espèce non reconnue par l'IMA)
- Eytlandite (Espèce déclassée synonyme de Samarskite-(Y))
- Gregorite (Espèce déclassée synonyme de bismutite)
- Guadalcazarite-guadalcazite Variété de Métacinabre
- Kohlerite (un temps identifiée comme "Onofrite selon Kohler" cette espèce n'est pas reconnue par  l'IMA)
- Messingite
- Natrikalite (Espèce déclassée comme mélange de halite et sylvite)
- Natrophite Na2HPO4 (cette espèce n'est pas reconnue par l'IMA)
- Pirychrolite (Espèce déclassée synonyme de pyrostilpnite)
- Plumbiodite (Espèce déclassée synonyme de schwartzembergite)
- Plumbocuprite (Espèce déclassée comme mélange de chalcocite et galène)
- Pyritolamprite (Espèce déclassée comme mélange de arsénopyrite et dyscrasite)
- Risseite (Espèce déclassée synonyme d'aurichalcite
- Rhodite (Variété d'or natif riche en rhodium)
- Risséite
- Scacchite
- Schoarite (Espèce déclassée synonyme de baryte)
- Xanthiosite
- Wackenrodite (Variété de Wad)
- Zimapanite (Espèce déclassée)

## Honneurs
Une espèce minérale, l'adamite, lui a été dédiée par Charles Friedel en 1866, Adam ayant fourni les échantillons types.